# Klaviertrio Nr. 4 (Dvořák)
Das Klaviertrio No. 4 („Dumky“-Trio) Opus 90 in e-Moll ist ein kammermusikalisches Stück von Antonín Dvořák für Klavier, Violine und Cello. Mit seinem Untertitel Dumky  gehört es als „Dumky“-Trio zu den bekanntesten Werken des Komponisten.
Das Stück weicht von der Sonatenform ab.

## Der Name
Dumky, die Mehrzahl des slavischen Wortes dumka, stammt aus dem Ukrainischen. Ursprünglich ist es das Diminutiv des Wortes duma, plural dumy, das in etwa eine elegische Ballade in Gedichtform bedeutet, speziell  einen Trauergesang Gefangener oder ähnliches. Während des  neunzehnten Jahrhunderts begannen Komponisten aus anderen slawischen Ländern damit, die duma als eine klassische Form  für introvertierte, in sich versunkene  Kompositionen (mit wenigen heiteren Zwischenabschnitten)  zu benutzen. Dvořák verwendete die dumka-Form in verschiedenen anderen  Kompositionen, z. B. in seiner „Dumka“ für Soloklavier, Op. 35; beim Slawischen Tanz No. 2, bei seinem Streichsextett und seinem Klavierquintett No. 2, Op. 81.

## Geschichte
Das „Dumky“-Trio wurde am 12. Februar 1891 vollendet. Es wurde in Prag am 11. April 1891 mit dem Geiger Ferdinand Lachner, dem Cellisten Hanuš Wihan und Dvořák selbst am Klavier uraufgeführt. Am Abend der Uraufführung wurde der Komponist Ehrendoktor der Prager Karlsuniversität. Das Werk wurde so gut aufgenommen, dass es bei einer Konzert-Tournee mit 40 Auftritten, quer durch Böhmen und Mähren, immer wieder auf dem Programm stand,  unmittelbar bevor der Komponist in die USA aufbrach, um in New York die Leitung des National Conservatory of Music zu übernehmen, wo er die amerikanischen Komponisten ermutigte, ihre eigene Volksmusik als Inspirationsquelle zu benutzen (siehe auch 9. Sinfonie (Dvořák)).
Das „Dumky“-Trio wurde gedruckt, während Dvořák  in Amerika war, und die Probedrucke wurden von keinem Geringeren als Dvořáks Freund Johannes Brahms überprüft.

## Struktur
Das Stück ist in sechs Abschnitte aufgeteilt:
- Lento Maestoso – Allegro quasi doppio movimento (e-Moll / E-Dur)
- Poco Adagio – Vivace non troppo (cis-Moll)
- Andante – Vivace non troppo (A-Dur / a-Moll)
- Andante Moderato quasi tempo di Marcia – Allegretto scherzando (d-Moll / D-Dur)
- Allegro – Meno mosso quasi tempo primo (Es-Dur)
- Lento Maestoso – Vivace quasi doppio movimento (c-Moll / C-Dur)

Im Gegensatz zu Dvořáks ersten drei Klaviertrios weicht diese Komposition deutlich von der traditionellen viersätzigen Form ab und besteht aus insgesamt sechs Dumka-Episoden. Eine den ganzen Zyklus verbindende Haupttonart gibt es nicht. (Das gelegentlich als Haupttonart genannte e-Moll findet sich lediglich in der ersten Dumka.) Der für Dumky typische Wechsel zwischen langsamen und schnellen Tempi, mit dem sich meist auch ein Moll-Dur-Wechsel verbindet, prägt alle sechs Teile des Trios. Die ersten drei Dumky gehen nahtlos ineinander über, erwecken somit den Eindruck eines längeren „Kopfsatzes“. Da die übrigen drei Dumky selbstständig für sich stehen, kann man darin einen letzten Rest der aufgegebenen Viersätzigkeit erblicken.

## Stil
Der Musikkritiker Daniel Felsenfeld beschreibt das Stück, frei übersetzt, wie folgt:

Die Form des Stückes hat eine einfache Struktur, ist aber emotional kompliziert, weil es sich um einen nicht enden wollenden böhmischen Klagegesang handelt. Auf den ersten Blick ist das Ganze im Wesentlichen ohne Form, wenigstens in konventionell-klassischer Hinsicht. Bei näherer Betrachtung hat man es aber mehr mit einem Stück schwarzer Phantasie in sechs Sätzen zu tun – vollkommen originell und erfolgreich, sozusagen ein „benchmark“-Stück für den Komponisten. Da  Dvořák völlig frei  von den starren Zwängen der Sonatenform ist, kann er die Bewegungen zu  trüben, schweren, „slawischen“ Plätzen führen und ist so in der Lage, sowohl melancholisch als auch – gleichwohl – ein wenig heiter zu sein.